# Balta epilamproides
Balta epilamproides är en kackerlacksart som beskrevs av Johann Gottlieb Otto Tepper 1893. Balta epilamproides ingår i släktet Balta och familjen småkackerlackor. Inga underarter finns listade.